# آرون فرنانديز غارسيا
آرون فرنانديز غارسيا (بالإسبانية: Aarón Fernández García)‏ (30 يوليو 1987 بمدينة مكسيكو في المكسيك - ) هو لاعب كرة قدم مكسيكي في مركز حراسة المرمى. لعب مع تايجرز أونال.

## وصلات خارجية
- آرون فرنانديز غارسيا على موقع قاعدة بيانات كرة القدم.إي يو (الإنجليزية)
- آرون فرنانديز غارسيا على موقع Soccerway.com (الإنجليزية)
- آرون فرنانديز غارسيا على موقع AS.com (الإسبانية)